# Masihullah Barakzai
Masihullah Barakzai, född 6 december 1990, är en afghansk fotbollsspelare som för närvarande spelar för Afghan Premier. Han spelar även för Afghanistans fotbollslandslag. Han spelar som defensiv mittfältare.